# Tromboplastina
La tromboplastina es una proteína que se forma en el plasma por la combinación del factor tisular con los fosfolípidos de las membranas de las plaquetas y que participa en la coagulación de la sangre por medio de la conversión de protrombina en trombina.
Aunque algunas veces es utilizada como sinónimo de factor tisular, esto es en realidad una confusión. Históricamente se utilizó a la tromboplastina como reactivo de laboratorio, frecuentemente extraída de placenta, y utilizada para los ensayos de medición del tiempo de protrombina (TP). La tromboplastina puede, por sí sola, activar la vía extrínseca de la coagulación. 
También se puede realizar en laboratorio un derivado del ensayo de tiempo de tromboplastina llamado tiempo de tromboplastina parcial o tiempo de tromboplastina parcial activado (TTPa); el ensayo de TTPa (aPTT sus siglas en inglés) se utiliza para medir la vía intrínseca de coagulación.
Pero transcurrió mucho tiempo hasta que se identificaron correctamente los componentes que forman la tromboplastina y la tromboplastina parcial.
La tromboplastina es una combinación de fosfolipidos y factor tisular, ambos componentes necesarios para la activación de la vía extrínseca de coagulación.
La tromboplastina parcial, por otra parte, es solo la fracción fosfolipídica de la tromboplastina, sin factor tisular.
Actualmente es posible adquirir factor tisular recombinante en estado puro, y así es utilizado en algunos ensayos de Tiempo de Protrombina. Los derivados de placenta, aún se encuentran disponibles y también son utilizados en algunos laboratorios. Los fosfolípidos se pueden adquirir por separado, como un reactivo independiente, o como tromboplastina, es decir combinados con factor tisular.
El reactivo tromboplastina completo está compuesto por factor tisular, fosfolípidos (que cumplen la función de las plaquetas en el ensayo in vitro), y cloruro de calcio para reintroducir los iones calcio necesarios para la coagulación que fueron acomplejados por el citrato de sodio utilizado como anticoagulante durante la recolección de la muestra.